# جنوب غرب ميلتون كينز (دائرة انتخابية في المملكة المتحدة)
جنوب غرب ميلتون كينز (بالإنجليزية: Milton Keynes South West)‏ هي إحدى الدوائر الانتخابية السابقة في المملكة المتحدة الممثلة في مجلس العموم في برلمان المملكة المتحدة. تم إلغاء هذه الدائرة الانتخابية في 2010.
عضوة البرلمان الأخيرة التي مثلتها هي :Dr Phyllis Starkey (Lab).